# Dodécylphénol
Les dodécylphénols (ou « DP » de formule C18H30O) sont un groupe de composés organiques de synthèse appartenant à la vaste famille chimique des alkylphénols (AP), tous obtenus par l’alkylation de phénols (le préfixe « dodécyl » dans leur nom signifie qu'ils sont composés d'une chaîne de 12 atomes de carbone).
Ils peuvent être éthoxylés et former des « éthoxylates de dodécylphénol » (on les classe alors aussi dans les alkylphénols éthoxylés (parfois aussi dits APEO).
Leur n°CAS est 27193-86-8 ; 
Leur forme ramifiée  (Phenol, dodecyl-, branched) a pour n° CAS : 121158-58-5 et comme n° EC : 310-154-3, qui est classée reprotoxique et potentiellement perturbateur endocrinien).
Les étiquettes de danger associée sont : H314 ; H315 ; H319 ; H361 ; H400 ; H410 ; H413

## Caractéristiques physicochimiques
Comme tous les alkylphénols les dodécylphénols ont comme élément de base un noyau phénolique sur lequel est substitué (en position « para » en général), un radical « éthyle », (...) « octyle », « nonyle », ou dans le cas présent « dodécyle »  (qui ont respectivement 1, 8, 9 et dans le cas présent 12 atomes de carbone saturés d’hydrogène ; le suffixe de leur nom chimique indique le nombre de carbone de leur radical).

## Exemples de dodécylphénols
Dans cette famille de produits (Dodecylphénols et docecylphénol éthoxylés) figurent par exemple :
- p-dodecylphenol (CAS:104-43-8 ; étiquettes de danger : H314 H315 H319 H361 H400 H410)
- Phenol, dodecyl-, branched (CAS:121158-58-5 ; étiquettes de danger : H314 H315 H318 H319 H360 H361 H400 H410)
- isododecylphénol (CAS:11067-80-4 ; étiquettes de danger : H319 H361 H400 H410)
- Dodecylphénol, ethoxylé (= dodecylphenol, ethoxylated) (9014-92-0 ; étiquettes de danger : H302 H315 H318 H319 H335 H411)
- phenol, 4-dodecyl-, branched (CAS:210555-94-5)
- Tetrapropylenphenol (CAS:57427-55-1)
- Dodecylphenol ethoxylates
- phenol, (tetrapropenyl) derivs (CAS:74499-35-7)
- Dodecylphenol, ethoxylated (9014-92-0)

## Le cas de la forme ramifiée de ce produit
Plusieurs noms IUPAC sont :
- 4-(3,4,5,6-tetramethyloctan-2-yl)phenol [1]
- 4-(3,4,5-trimethylheptyl)phenol[1]
- 4-dodecyl phenol[1]
- Dodecylphenol, Mixed isomers[1]
- para-Dodecylphenol[1]

Selon les données transmises à l'ECHA, ce groupe de dodécylphénols est au moins commercialisé sous les noms suivants (dénominations anglophones) : 
- Dodecylphenol T ; Dodecylphenol T (Based on Tetrapropylen or Tri-n-buten)[1] ;
- Dodecylphenol, mixed isomers (CAS No. 27193-86-8)[1] ;
- Maslo Gazpromneft Diesel Extra 10W-40[1] ;
- Phenol, (tetrapropenyl), derivatives (CAS No. 74499-35-7)[1] ;
- Phenol, 4-dodecyl, branched (CAS No. 210555-94-5)[1] ;
- Phenol, tetrapropylene (CAS No. 57427-55-1)[1].

Ce groupe chimique est classé comme produit dangereux : selon l'ECHA et au regard des données d'enregistrements REACh et de la classification et l'étiquetage harmonisés (ATP09) approuvés par l'Union européenne, cette substance :
- provoque des irritations voire des brûlures cutanées sévères [1] ;
- provoque des lésions oculaires graves[1] ;
- peut nuire à la fertilité et au fœtus (risque d'avortement)[1] ;
- est très toxique pour les organismes aquatiques, avec des effets à long terme[1].

## Histoire industrielle, utilisations et applications
Historiquement, depuis le début du XXe siècle, les aklylphénols les plus utilisés ont été les octylphénols (environ 20% de la production) et plus encore les nonylphénols ou NPEO ( = 80% environ de la production ), mais dans certains usages les dodécylphénols tendent à remplacer les nonylphénols, notamment comme additif de certains lubrifiants (ex : huile ROWE qui en contient un peu moins de 0,1%).

### Les industriels producteurs
Ils se sont en Europe réunis en un CEPAD (Conseil Européen des Phenols Alkylés et Dérivés). 
Avece d'autres industriels, ils ont fondé un laboratoire ECETOC (European Center for Ecotoxicology and Toxicology Of Chemicals) ; basé à Bruxelles, Rue Belliard, non loin du Parlement européen, qui - selon son site internet - « représente ses membres devant l'ECHA, l'OMS et l'OCDE ».

### Production, fabrication, commercialisation, consommation
Les dodécylphénols sont les seuls AP (alkyphénols) à plus de 9 atomes de carbone ayant une grande importance commerciale.
Un dodécylphénol peut par exemple être fabriqué par alkylation catalytique d'un groupe phénol avec de l'isobutylène ou ses oligomères.
Dans l'Union européenne, l'essentiel de la production (99% environ) est utilisée comme additifs de lubrifiants pour les véhicules, pour divers types de moteurs ou l'industrie. Cet usage est aussi celui qui est le principal "domaine d'application non confidentiel" enregistré dans le registre des produits.  Selon l'ECHA le tonnage de sa forme ramifiée (Phenol, dodecyl-, branched) produit ou importé en Europe est compris entre 10 000 et 50 000 t/an.
Les dodécylphénols sont présents dans les additifs finaux à de faibles concentrations, mais avec le développement de l'automobile et des flottes de camions leur consommation ne cesse d'augmenter : on en consommerait dans l'Union européenne environ 50 000 t/an, et l'essentiel (99% environ) de ce tonnage sert d'intermédiaire chimique dans la production d'additifs pour lubrifiants (Des dodécylphénols figurent dans la liste des produits impliqués lors de l'incendie de l'usine Lubrizol à Rouen les 26-27 septembre 2019.
Moins de 1% des dodécylphénols sont utilisés pour la fabrication d’éthoxylates de dodécylphénol (DPEO) utilisés comme agents anticorrosion dans les lubrifiants.
Le tétrapropénylphénol (très soluble dans les huiles minérales) a été utilisé pour fabriquer des éthoxylates de dodécylphénol (additif anti-corrosion ajouté aux lubrifiants à des taux de 0,05 à 0,30%. w/w.) avec un nombre d'unités éthoxy compris entre 10 et 15, mais depuis la fin des années 1980 cet additif tend à être moins utilisé et pourrait finir par ne plus l'être. Il peut rester une très faible quantité de dodécylphénol libre dans les éthoxylates (sans doute moins de 1%. selon Brooke et al., 2007)

### Teneurs des lubrifiants en dodécylphénols
En 2010, une étude norvégienne sur les usages du dodécylphénol et du 2,4,6-tri-butylphénol dans ce pays a révélé que la concentration en dodécylphénol était typiquement de 0,15% dans ces lubrifiants (quand la fiche de sécurité du produit indique la présence le dodécylphénol dans le lubrifiants).

Les lubrifiants et huiles minérales représentaient aussi 61% de la consommation totale (2,4 t/an), et constituaient les utilisations principales de l'un des éthoxylates de dodécylphénol (N° de registre CAS 74499-35-7) pour ce qui concerne les applications non-confidentielles.

## Dodécylphénols: des polluants préoccupants et indésirables
- Ce sont des polluants très persistants dans certains contextes, par exemple dans les eaux et milieux froids et/ou dans les sédiments fins ou autres milieux anaérobies)[6].
- ils se montrent bioaccumulables : 
dans l'hémisphère Nord, ils se sont notamment concentrés dans des environnements circumpolaires et dans certains organismes marins (oiseaux marins notamment)[6]. Or, ils sont toxiques et écotoxiques.
- en se dégradant, ils deviennent aussi « une source indirecte de nonylphénols dans l'environnement », polluants jugés encore plus préoccupants et de plus en plus présents au cours du XXe siècle, dans les milieux aquatiques notamment.

Un nombre croissant de pays ont donc classé les dodécylphénols comme préoccupants et indésirables.

Les dodécylphénols n'ont cependant pas été inscrits par la Commission OSPAR en 2000 sur sa liste des polluants prioritaires à suivre et si possible éliminer pour l'Atlantique Nord-Est, ni par HELCOM (commission homologue à OSPAR, mais pour la mer Baltique) pour le plan de restauration de la Baltique, en dépit du fait qu'ils sont une source de nonylphénol (qui lui figure lui dans ces deux listes depuis 2017, en raison de sa toxicité, sa persistance et son potentiel de bioaccumulation).
Aux États-Unis les dodécylphénols font partie des polluants listés comme dangereux pour l'eau potable.
Au Danemark les dodécylphénols ont été inclus en 1998 dans la liste des 40 substances et groupes de substances documentées comme dangereuses pour la santé ou l’environnement, ou que des modélisations informatiques caractérisent comme telles, et qui sont utilisées dans le pays à raison de plus de 100 t/an. Les alkylphénols et alkylphénol ethoxylés figurent aussi dans une liste de molécules qui - pour la période 2012-2015 - devaient être réévaluées sur la base des données disponibles par l'EPA danoise ; ceci afin d'évaluer le besoin d'améliorer la réglementation environnementale, d'une éventuelle interdiction (éventuellement progressive), de recherche d'alternative, les besoins de classification et/ou d'étiquetage supplémentaires, etc. Il s'agit aussi d'améliorer la gestion des déchets et la diffusion de l’information sur ces produits.
Les dodecylphénols ne sont pas encore classés « préoccupants pour l'environnement » par l'ECHA (qui précise manquer de données à leur égard), mais les nonylphénol (qui en proviennent en partie) et les nonylphénoléthoxylates ont été ajoutés à la liste des composés préoccupants pour l'environnement de l'ECHA en 2017, ainsi qu'à celle de l'OSPAR (en 2017 également), et leur utilisation est déjà restreinte en Europe dans le cas des produits qui auront des contacts directs avec les consommateurs (emballages alimentaires, textiles), mais aucune décision n'a été prise concernant les dodécylphénols (bien qu'en se dégradant, ils deviennent sources de nonylphénols).

## Réglementation
Les dodécylphénols ramifiés (CAS:121158-58-5) relèvent du règlement REACH .
'Prospective réglementaire' : Le registre d'intention de l'ECHA et des autorités des États membres (dans sa version du 3 aout 2012) montrait déjà que à la demande de pays tels que l’Allemagne, la Norvège, la Suède, ces acteurs envisageaient des restrictions, des classifications et un étiquetage harmonisés ainsi que la possibilité de classer les AP / APEO en « substances extrêmement préoccupantes »  (SVHC ; « Substances of Very High Concern »), d’apporter de nouvelles restrictions à l'importation, à l'utilisation et à la commercialisation des NP et des NPEO. 

Des propositions harmonisées de classification et d'étiquetage ont été soumises pour le dodécylphénol et le butylphéno. 

Et l’ECHA a fait savoir à l'Industrie qu'elle avait l’intention de proposer de classer les nonylphénols et les octylphénoléthoxylates en SVHC 

## Cinétique environnementale
Les dodécylphénols en se dégradant dans l’environnement y produisent des nonylphénols, qui sont aujourd’hui es principaux AP produits ou retrouvés dans l’environnement dans le monde (INERIS 2005 ).
David et al. (2009) ont examiné la présence de nonylphénol (NP) et d'octylphénols dans le milieu marin en Allemagne : les taux de 4-NP trouvées en mer face à l'Allemagne étaient faibles (de 0,8 à 33 ng/l,  selon Heemken et al. en 2001, de 6 à 33 ng/L selon Bester et al., 2001, 0,09 à 1,4 ng l-1 selon Xie et al. en 2006 mais les estuaires en contiennent beaucoup plus (ceux du Delta de la Meuse et du Rhin (Pays-Bas) se situaient vers 2005 dans une plage allant de 31 à 934 ngl-1 .
Les contenus de « fiches de sécurité » montrent que beaucoup de produits et peintures « anticorrosion » récents utilisés sur les coques de navires, de plate-forme de forage, d'éoliennes en mer, etc. contiennent des dodécylphénols (et/ou des p-tert-butylphénols, des octylphénols (OP), des nonylphénols et/ou leurs isomères. 

Tout comme l’octy-lphénol, le dodécyl-phénol est bien moins fréquemment retrouvé en quantité dispersée ans l’environnement que le nonyl-phénols, parce qu’il  est moins fabriqué, et parce que, quand les conditions le permettent ces deux polluants se décomposent en nonyl-phénols (INERIS 2005) .

### Dégradation et devenir dans l'environnement
Quelques études ont porté sur la dégradation des alkylphénols dans les stations d'épuration (passées en revue par Maguire en 1999). Les alkylphénols se dégradent en perdant peu à peu leurs groupes éthoxylates pour former des alkylphénols à courte chaîne et in fine du nonylphénol ou de l’octylphénol (selon la substance mère) avant en toute fin de ne laisser comme produits ultimes du CO2 et l’eau.
Le groupe alcool -OH s’oxyde en formant le groupement -COOH qui génère des acides carboxyliques comme l’AP1EC et l’AP2EC. En sortie de station d’épuration, les molécules ne sont qu’en partie dégradées (en produits intermédiaires ; alkylphénol  à courte ou sans chaîne éthoxylée, comme le nonylphénol diéthoxylate, le nonylphénol monoéthoxylate et le nonylphénol).
« ces sous-produits sont plus persistants dans l’environnement, plus toxiques et présentent une activité oestrogénique plus importante que leur substance d’origine » (Servos 1999 ). 
C’est pourquoi les suivis environnementaux des surfactant, dont D.T Bennie (1999)  a fait une revue, portent surtout « sur les sous-produits des alkylphénols plutôt que sur les substances mères ».
Persistance : Selon les données qui étaient disponibles en 1999 les alkylphénols sont plus ou moins persistants ou dégradables dans l’environnement ,,,,, et leur dégradation est en outre ralentie quand  l’eau est plus froide, en hiver (ce qui implique que les évaluations environnementales et études portent sur un cycle annuel)

## Faits divers
Il arrive que des travailleurs menacés de perdre leur emploi pour cause de fermeture d'usines aient des réactions désespérées ; « en août (2009), 10 ans avant l'incendie de l'usine Lubrizol (ayant impliqué des Dodécylphénols) , des employés du centre de transport de Serta, juste à l'extérieur de Rouen avaient menacé de déverser 8 000 litres de dodécylphénol (présenté par la presse comme un additif toxique pour carburant) dans un affluent de la Seine ».